# Figlie di San Giuseppe del Caburlotto
Le Figlie di San Giuseppe del Caburlotto sono un istituto religioso femminile di diritto pontificio: i membri di questa congregazione pospongono al loro nome la sigla F.G.C.

## Storia

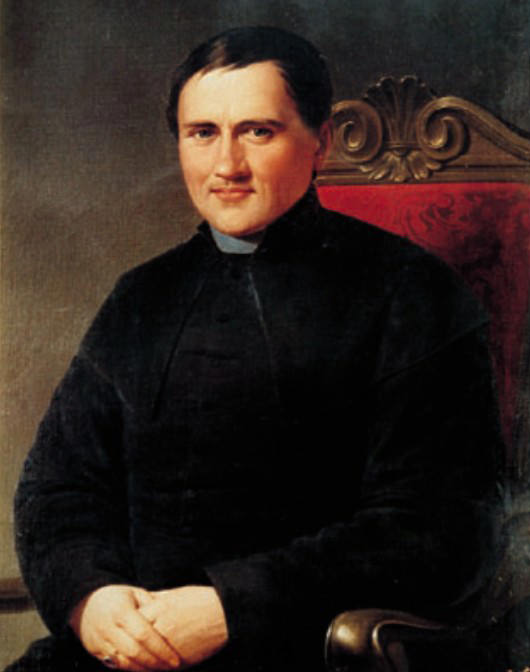
Luigi Caburlotto, fondatore della congregazione

La congregazione venne fondata dal sacerdote e Terziario dei Servi di Maria italiano Luigi Caburlotto (1817-1897), con l'aiuto di Maria Vendramin (1822-1902), per l'educazione morale delle fanciulle abbandonate. Venne approvata come istituto di diritto diocesano dal patriarca di Venezia il 10 agosto del 1857.
L'istituto ottenne il pontificio decreto di lode il 28 novembre del 1866: le sue costituzioni sono state approvate temporaneamente dalla Santa Sede il 1º marzo 1911 e definitivamente il 7 maggio 1927.

## Attività e diffusione
Le suore si dedicano all'istruzione dei giovani negli asili, nelle scuole primarie e secondarie di primo e secondo grado.
Oltre che in Italia, sono presenti in Brasile e nelle Filippine: la sede generalizia è a Venezia.
Al 31 dicembre 2005 l'istituto contava 265 religiose in 34 case.